# Slaget vid Mons
Slaget vid Mons ägde rum den 23 augusti 1914 och var en del av slaget om gränserna i första världskriget. Det var den första betydande striden för British Expeditionary Force, vars uppgift var att hålla linjen längs Mons–Condé-kanalen vid den belgiska gruvstaden Mons, i syfte att förhindra Tysklands 1. Armee från att avancera in i Frankrike.
Britterna tvingades snabbt retirera när de insåg hur pass numerärt överlägsen den tyska styrkan var, men den framgångsrika reträtten och de stora skador man lyckades åsamka tyskarna innebar ändå en moralisk seger för den brittiska sidan.

## Eftermäle
Den 29 september 1914 publicerade Evening News i London en novell av Arthur Machen vid namn "The bowmen", om en soldat som under slaget vid Mons åkallar Sankt Göran och frambesvärjer spökbågskyttar från slaget vid Azincourt som understödjer britterna. Novellen var inte markerad som fiktion och fick stor spridning genom återtryck i andra tidningar. Berättelsen fick snabbt eget liv och gav upphov till en modern sägen om att änglar skulle ha ingripit i slaget. Machen själv beklagade vad hans fiktion hade givit upphov till och beskrev sig som en oavsiktlig bedragare i förordet till den novellsamling från 1915 som novellen fanns med i.